# Тольди, Геза
Ге́за То́льди (венг. Toldi Géza; 11 февраля 1909, Будапешт — 16 августа 1985, там же), при рождении Ге́за Ту́нигольд (венг. Tunigold Géza) — венгерский футболист, нападающий, игрок сборной Венгрии с 1929 по 1940 год.

## Карьера

### Клубная
Выступал за венгерские клубы «Ференцварош», «Гамма Будафок», «Сегед», «Зуглои МАДИС». В период с 1928 по 1939 и с 1942 по 1943 годы провёл за «Ференцварош» 459 матчей и забил 430 голов (в том числе в чемпионатах Венгрии 229 матчей и 212 голов). Всего в чемпионатах Венгрии провёл 324 матча, забил 271 гол. Стал лучшим футболистом Венгрии 1938 года. Стал чемпионом Венгрии 1928, 1932, 1934 и 1938 годов в составе «Ференцвароша». Обладатель Кубка Венгрии 1928, 1933, 1935, 1943 годов. Победитель Кубка Митропы 1928, 1937 в составе «Ференцвароша».

### В сборной
Выступал за сборную Венгрии, в 1936 году был её капитаном. Принимал участие в чемпионатах мира 1934 и 1938 годов. Дважды отличился на полях Италии в 1934 году, на чемпионате мира 1938 года во Франции забил один мяч. Всего провёл за сборную Венгрии 46 матчей, забил 25 голов.

### Тренерская
После окончания карьеры игрока стал тренером. Тренировал клубы Финляндии, Дании, Венгрии, Бельгии. В период работы Тольди с 1955 по 1957 год датский клуб «Орхус» трижды становился чемпионом Дании. Геза Тольди также был помощником тренера в сборной Венгрии в 1954 году, а с 1957 по 1958 год возглавлял национальную сборную Бельгии. В период с 27 октября 1957 по 26 мая 1958 года под его руководством сборная Бельгии провела 6 матчей.

## Статистика выступлений

### Обзор карьеры
| Команда           | Период              | Официальные матчи | Официальные матчи | Неофициальные матчи | Неофициальные матчи | Итого | Итого |
| Команда           | Период              | Игры              | Голы              | Игры                | Голы                | Игры  | Голы  |
| ----------------- | ------------------- | ----------------- | ----------------- | ------------------- | ------------------- | ----- | ----- |
| Ференцварош       | 1927—1939 1942—1943 | 288               | 260               | 168+                | 167+                | 456+  | 427+  |
| Гамма (Будапешт)  | 1939—1941           | 36+               | 22+               | ?                   | ?                   | 36+   | 22+   |
| Сегед             | 1941—1942           | 30+               | 23+               | ?                   | ?                   | 30+   | 23+   |
| МАДИС (Зугло)     | 1943—1946           | 35                | 13                | ?                   | ?                   | 35+   | 13+   |
| Венгрия           | 1929—1940           | 46                | 25                | 10+                 | 12+                 | 56+   | 37+   |
| Венгрия (проф.)   | 1933                | 1                 | 1                 | 0                   | 0                   | 1     | 1     |
| Сборная Будапешта | 1932—1940           | 9                 | 6                 | 2+                  | 3+                  | 11+   | 9+    |
| Прочие            | 1929—1936           | -                 | -                 | 6                   | 5                   | 6     | 5     |
| Всего за карьеру  | Всего за карьеру    | 445+              | 350+              | 186+                | 187+                | 631+  | 537+  |

### Клубная карьера
| Клуб                   | Сезон                  | Лига | Лига | Кубок Венгрии | Кубок Венгрии | Кубок Митропы | Кубок Митропы | Итого | Итого |
| Клуб                   | Сезон                  | Игры | Голы | Игры          | Голы          | Игры          | Голы          | Игры  | Голы  |
| ---------------------- | ---------------------- | ---- | ---- | ------------- | ------------- | ------------- | ------------- | ----- | ----- |
| Ференцварош            | 1927/28                | 2    | 0    | 3             | 2             | 0             | 0             | 5     | 2     |
| Ференцварош            | 1928/29                | 12   | 7    | -             | -             | 0             | 0             | 12    | 7     |
| Ференцварош            | 1929/30                | 16   | 12   | 2             | 0             | 0             | 0             | 18    | 12    |
| Ференцварош            | 1930/31                | 18   | 11   | 3             | 5             | 4             | 1             | 25    | 17    |
| Ференцварош            | 1931/32                | 17   | 23   | 5             | 4             | 0             | 0             | 22    | 27    |
| Ференцварош            | 1932/33                | 16   | 15   | 4             | 1             | 2             | 0             | 22    | 16    |
| Ференцварош            | 1933/34                | 22   | 27   | 0             | 0             | 0             | 0             | 22    | 27    |
| Ференцварош            | 1934/35                | 19   | 9    | 3             | 6             | 6             | 4             | 28    | 19    |
| Ференцварош            | 1935/36                | 24   | 28   | -             | -             | 8             | 6             | 32    | 34    |
| Ференцварош            | 1936/37                | 25   | 28   | -             | -             | 2             | 0             | 27    | 28    |
| Ференцварош            | 1937/38                | 22   | 27   | -             | -             | 9             | 8             | 31    | 35    |
| Ференцварош            | 1938/39                | 21   | 16   | -             | -             | 8             | 5             | 29    | 21    |
| Ференцварош            | 1939/40                | 0    | 0    | -             | -             | 3             | 4             | 3     | 4     |
| Ференцварош            | Итого                  | 214  | 203  | 20            | 18            | 42            | 28            | 276   | 249   |
| Гамма (Будапешт)       | 1939/40                | 19   | 15   | -             | -             | 0             | 0             | 19    | 15    |
| Гамма (Будапешт)       | 1940/41                | 17   | 7    | ?             | ?             | 0             | 0             | 17+   | 7+    |
| Гамма (Будапешт)       | Итого                  | 36   | 22   | ?             | ?             | 0             | 0             | 36+   | 22+   |
| Сегед                  | 1941/42                | 30   | 23   | ?             | ?             | -             | -             | 30+   | 23+   |
| Сегед                  | Итого                  | 30   | 23   | ?             | ?             | 0             | 0             | 30+   | 23+   |
| Ференцварош            | 1942/43                | 11   | 10   | 1             | 1             | -             | -             | 12    | 11    |
| Ференцварош            | Итого                  | 11   | 10   | 1             | 1             | 0             | 0             | 12    | 11    |
| Всего за «Ференцварош» | Всего за «Ференцварош» | 225  | 213  | 21            | 19            | 42            | 28            | 288   | 260   |
| МАДИС (Зугло)          | 1945                   | 7    | 1    | -             | -             | -             | -             | 7     | 1     |
| МАДИС (Зугло)          | 1945/46                | 28   | 12   | -             | -             | -             | -             | 28    | 12    |
| МАДИС (Зугло)          | Итого                  | 35   | 13   | 0             | 0             | 0             | 0             | 35    | 13    |
| Всего за карьеру       | Всего за карьеру       | 326  | 271  | 21+           | 19+           | 42            | 28            | 389+  | 318+  |